# گسل نایبند
گسل نایبند یکی از گسل‌های بنیادی و کهن ایران است که بلوک لوت (در شرق) را از بلوک طبس (در غرب) جدا می‌کند. این گسل با طول نزدیک به ۶۰۰ کیلومتر در راستای شمالی–جنوبی از منطقه بشرویه در شرق کوه‌های شتری آغاز و تا منطقه بم در جنوب‌شرق کرمان امتداد می‌یابد. برخی زمین‌شناسان بر این باورند که دو گسل نایبند و میناب، گسل واحدی بوده‌اند که در نتیجه تأثیر گسل زاگرس، نسبت به یکدیگر جابه‌جا شده‌اند، ولی شاهد معتبری برای این دیدگاه وجود ندارد.
گسل نایبند به دلیل روند شمالی–جنوبی، از جمله گسل‌های کاتانگایی به‌شمار می‌رود. شواهد ریخت‌زمین‌ساختی موجود نشان می‌دهد که شمالی‌ترین بخش این گسل، سبب پایین‌افتادگی کویر بجستان و کویر بشرویه شده و بخش میانی آن در شکل‌گیری کوه‌های شتری و فراخاست بعدی آن نقش اساسی داشته‌است.
یکی از ویژگی‌های گسل نایبند، هدایت گدازه‌های ماگمایی به سطح زمین است. در شرق طبس، این گدازه‌ها از نوع نیمه‌عمیق داسیتی هستند که به زمان پالئوژن نسبت داده شده‌اند؛ ولی در جنوب کفه طبس و ناحیه راور، آتشفشان‌ها به سن کواترنری، از نوع روانه‌های بازالتی هستند.

## لرزه‌خیزی
نحوه جابه‌جایی گسل نایبند چندان روشن نیست. جدا از پایین‌افتادگی‌های قائم، در ناحیه طبس و کوه‌های راور (شمال کرمان)، شواهدی از یک حرکت راست‌گرد گزارش شده‌است که مقدار آن در ناحیه نایبند، حدود ۵۰ تا ۱۰۰ کیلومتر برآورد شده‌است. جابه‌جایی در نهشته‌های آبرفتی جوان، نشانه فعالیت جوان این گسل است و زمین‌لرزه ویران‌گر تابستان ۱۳۵۷ طبس نیز مؤید حرکت در طول یکی از شاخه‌های فرعی و ناشناخته گسل نایبند است.